# 宝兴梾木
宝兴梾木（学名：Swida scabrida）为山茱萸科梾木属下的一个种。

## 扩展阅读
- 維基物種上的相關：宝兴梾木